# 陈佩洁 (外交官)
陈佩洁（？—），女，中华人民共和国外交官，曾任中华人民共和国驻哥打基纳巴卢总领事和中华人民共和国驻圣保罗总领事。

## 生平
陈佩洁曾任常驻联合国代表团参赞和外交部条约法律司副司长。2015年1月，出任中华人民共和国驻哥打基纳巴卢总领事。2017年8月，出任中华人民共和国驻圣保罗总领事。2023年9月，自驻圣保罗总领事离任。